# Tchécoslovaquie aux Jeux olympiques d'été de 1948
La Tchécoslovaquie participe aux Jeux olympiques d'été pour la sixième fois aux Jeux olympiques d'été de 1948 à Londres. La délégation y remporte 11 médailles (6 en or, 2 en argent et 3 en bronze), se situant à la huitième place des nations au tableau des médailles. Le porte-drapeau de la délégation est le joueur de basket-ball Ladislav Trpkoš. 

## Liste des médaillés tchécoslovaques

### Médailles d'or
| Sport              | Discipline                       | Sportifs | Performance                      |
| Médailles d'or : 6 |                                  | |                                  |
| Athlétisme         | 10 000 mètres (H)                | Emil Zátopek | 29 min 59 s 6 (Record olympique) |
| Boxe               | Poids welters (H)                | Július Torma |                                  |
| Canoë-kayak        | C1 1 000 mètres (H)              | Josef Holeček | 5 min 42 s 0                     |
| Canoë-kayak        | C1 10 000 mètres (H)             | František Čapek | 1 h 2 min 5 s 2                  |
| Canoë-kayak        | C1 10 000 mètres (H)             | Jan Brzák-Felix Bohumil Kudrna | 5 h 7 min 1 s                    |
| Gymnastique        | Concours général par équipes (F) | Zdeňka Honsová Marie Kovářová Miloslava Misáková Milena Müllerová Věra Růžičkova Olga Šilhánová Božena Srncová Zdeňka Veřmiřovská Eliška Misáková | 445,45 pts                       |

### Médailles d'argent
| Sport                  | Discipline           | Sportifs                | Performance   |
| Médailles d'argent : 2 |                      |                         |               |
| Athlétisme             | 5 000 mètres (H)     | Emil Zátopek            | 14 min 17 s 8 |
| Canoë-kayak            | C2 10 000 mètres (H) | Václav Havel Jiří Pecka | 57 min 38 s 5 |

### Médailles de bronze
| Sport                   | Discipline         | Sportifs       | Performance |
| Médailles de bronze : 3 |                    |                |             |
| Gymnastique             | Sol (H)            | Zdeněk Růžička | 38,1 pts    |
| Gymnastique             | Anneaux (H)        | Zdeněk Růžička | 38,5 pts    |
| Gymnastique             | Saut de cheval (H) | Leo Sotorník   | 38,5 pts    |